# Wojciech Wilkanowski
Wojciech Wilkanowski z Rzewnina herbu Lis (zm. ok. 1597 roku) – wojewoda rawski po wrześniu 1595 roku, kasztelan płocki po październiku 1582 roku, podkomorzy płocki w latach 1566–1582.
Syn kasztelana płockiego Adama, żonaty z Jadwigą z Maciejowskich, córką wojewody lubelskiego Mikołaja. 
Sędzia deputat kapturowy województwa płockiego w 1572 roku. Podpisał konfederację warszawską 1573 roku, sejm koronacyjny 1574 roku. Poseł płocki na sejm elekcyjny 1575 roku
Poseł województwa płockiego na sejm 1565 roku, sejm 1567 roku, sejm konwokacyjny 1573 roku, sejm 1576/1577 roku. Deputat na zjazd stężycki w 1575, szafarz poborów województwa płockiego w 1576 roku.
Posiadał Rzewnin, Rczylin (Arcelin), Grochowarsk Wilkanowski, Rybitwy w ziemi płockiej, Brzozowo-Łęg w ziemi ciechanowskiej. W 1579 roku miał w arendzie klucz raciąski biskupa płockiego. 